# Slag bij Potidaea
De Slag bij Potidaea vond plaats in 432 v.Chr. in Thracië. Potidaea was een Korinthische kolonie gelegen op de westelijke punt van Chalcidice en vormde een alliantie met de Delische Bond die gedomineerd werd door Athene. Na de Slag bij Sybota brak er een oorlog uit tussen Athene en Korinthe (Korinthië).
Athene eiste dat Potidaea haar stadsomwalling aan de zuidkant zou afbreken, verder moest het gijzelaars sturen naar Athene en Korinthische magistraten werkzaam in Potidaea uit hun stad verbannen. Athene was bevreesd voor een opstand en dat er andere steden in Thracië zouden volgen.
Koning Perdiccas II van Macedonië was een bondgenoot van Korinthe, hij beloofde versterkingen te sturen en de bevolking van Potidaea te beschermen. Athene verzamelde een vloot van 30 triremen en 1.000 hoplieten onder het bevel van Archestratus, om er de orde te handhaven en een opstand in Potidaea de kop in te drukken.
Potidaea wilde echter onderhandelen en stuurde afgezanten naar Athene om tot kalmte aan te manen, tevens vroeg men ook om bijstand aan Sparta en Korinthe. De onderhandelingen draaiden op niets uit en de Atheense vloot kreeg opdracht om naar Potidaea te varen. Sparta gaf te kennen dat in geval Potidaea aangevallen zou worden door Athene er represaillemaatregelen werden genomen.
Potidaea kwam in opstand tegen de Atheners, gesteund door Korinthe. Ondertussen organiseerden andere steden een eigen bondgenootschap de Chalcidice Bond. Het Atheense leger begon met het beleg van Potidaea, Korinthe zond een vloot met 1.600 hoplieten en 400 lichte troepen onder het bevel van Aristeus. Kort daarop stuurde Athene nog een vloot van 40 triremen en 2.000 hoplieten met cavalerie onder het bevel van Callias. Nadat de Atheners  het Macedonische leger hadden verslagen, rukten ze op naar Potidaea en voegden zich bij Archestratus.
Tijdens het tweejarig beleg van Potidaea wist het Atheense leger in 430 v.Chr. de stad te veroveren. Aristeus wist met zijn leger langs de kust te ontsnappen, Korinthe en Potidaea verloren 300 man. Athene verloor 150 man en generaal Callias. De Atheense admiraal Phormio versterkte Potidaea met 1.600 hoplieten en begon een zeeblokkade bij Chalcidice. Sparta verklaarde de oorlog aan Athene.
De gevolgen van deze belegering waren vooral in het nadeel van Athene. Athene had voor het begin van de belegering nog een overvolle schatkist, maar deze belegering had zoveel geld gekost dat de bodem al bijna in zicht was.